# Luzara idolicus
Luzara idolicus är en insektsart som beskrevs av Otte, D. och Perez-gelabert 2009. Luzara idolicus ingår i släktet Luzara och familjen syrsor. Inga underarter finns listade i Catalogue of Life.